# Cymbomorpha bipuncta
Cymbomorpha bipuncta är en insektsart som beskrevs av Walker. Cymbomorpha bipuncta ingår i släktet Cymbomorpha och familjen hornstritar. Inga underarter finns listade i Catalogue of Life.